# 小杉御殿
小杉御殿（こすぎごてん）は、神奈川県川崎市中原区小杉御殿町にあった徳川将軍家の御殿（宿泊施設あるいは休憩所）。江戸時代初頭の慶長13年（1608年）に中原街道沿いに造営された。中原街道がクランク状になった場所の西側、現在の西明寺の境内にあった。

## 沿革

### 造営

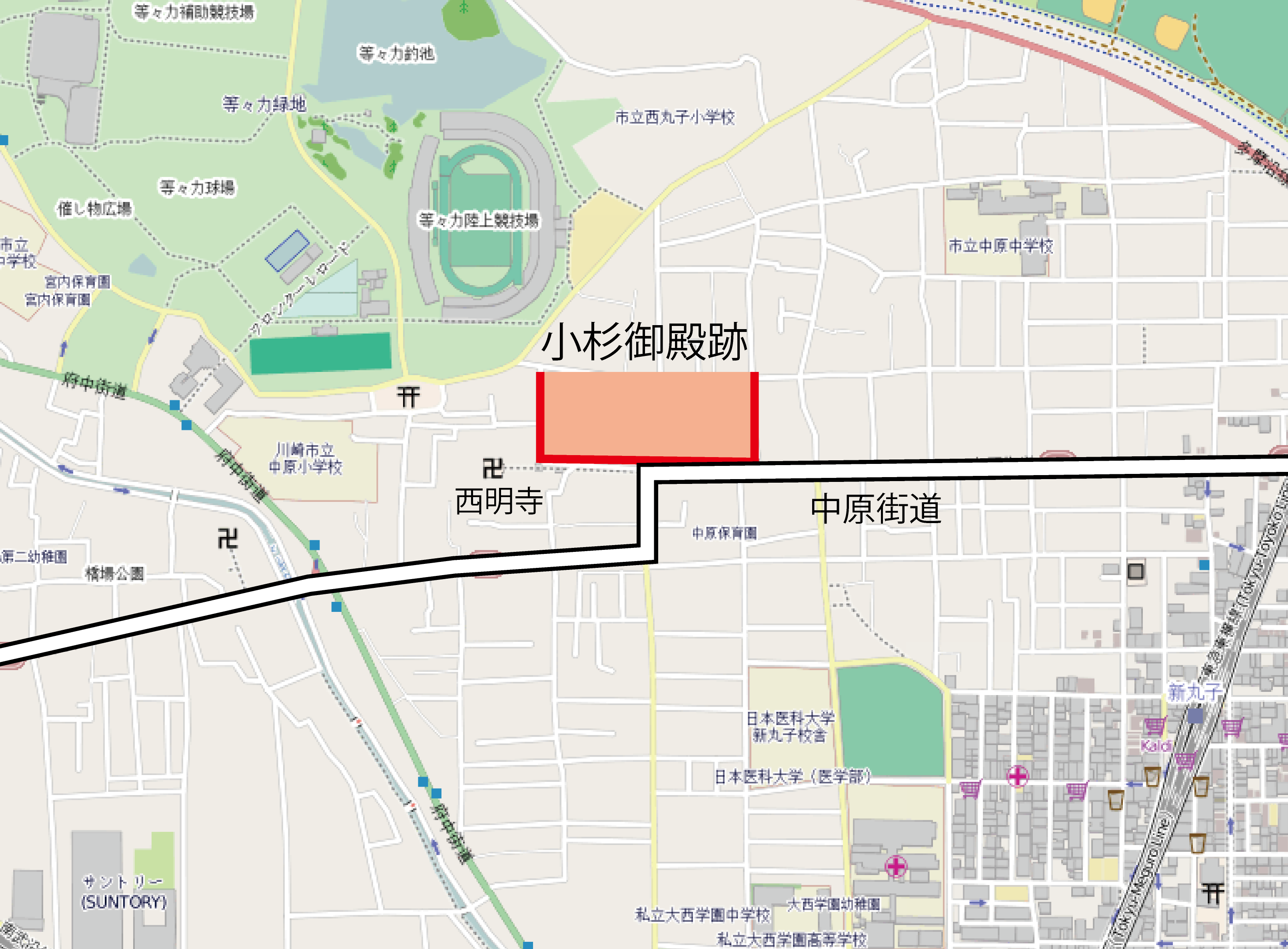
現在の新丸子における小杉御殿の位置

慶長2年（1597年）には多摩川沿岸を巡見していた徳川家康に対して、代官の小泉次太夫が新田開発と用水建設を進言した。中原街道沿いの小杉に小杉陣屋を置いて開発が行われ、新田と用水（二ヶ領用水・六郷用水）は工事開始から14年後の慶長16年（1611年）に完成した。
江戸時代初期にはまだ東海道が整備されておらず、中原街道は江戸と元箱根を結ぶ主要な街道とされていた。徳川家康は上洛、駿府往還に用いたという。鷹狩、考察などで中原街道を利用した。
将軍の宿舎として使用するため、慶長13年（1608年）には徳川秀忠によって、小杉陣屋の西隣に小杉御殿が造営された。江戸から来た中原街道が南に直角に折れ曲がる場所、その西端は西明寺の門前であり、街道の北側に沿って東西に長い敷地だった。
小泉次太夫は小杉陣屋の裏手に妙泉寺を建設し、安房国小湊から僧の日純を招いた。家康や秀忠は日純と歓談するために何度も妙泉寺を訪れたという。

### 再築
寛永17年（1640年）には約12,000坪（約40,000m2）の敷地に小杉御殿が建てなおされた。『中原小杉御殿沿革書上』によると、普請奉行は安藤市郎兵衛と小俣平右衛門、御殿番は同心の井出七郎左衛門である。『小杉御殿見取絵図』によると、小杉御殿は西方の御主殿、御蔵、東方の御賄屋敷や御殿番屋敷、陣屋、代官屋敷などで構成されており、表御門は中原街道に面していた。
家康、秀忠、徳川家光、徳川家綱などが小杉御殿を利用し、御殿は鷹狩後の休息の場となった。当時の小杉村には飯屋や宿屋などがあり、大名・武士・町人・旅芸人などでにぎわう、川崎でもっとも活気のある場所だった。中原街道は小杉御殿付近でカギ形に折れ曲がっているが、これは御殿の防衛のための形状であり、近隣の多摩川、西明寺、泉澤寺なども御殿の防衛に機能した。小杉御殿は、正保国絵図によると御殿と記されており、後の元禄国絵図では御殿跡となっている。

### 廃止
現在の神奈川県域には、東海道筋には、神奈川御殿、藤沢御殿を設置され、江戸-中原間には中原街道筋があり、途中小杉御殿、下川井御殿そして中原御殿がある。
中原街道の利用は意外に少なく、家康においても小杉御殿に宿泊しながら以東も東海道を利用している方が多い。したがって、東海道が整備されると、中原街道を通る大名が減少、小杉御殿の存在意義が薄れた。小杉御殿は、明暦元年（1655年）に建物の一部が品川の東海寺に移築され、寛文12年（1672年）には残りが上野弘文院に移築され、小杉御殿は廃止された。小杉御殿が廃止されたのは万治3年（1660年）であるという説もある。

### 跡地
延宝2年（1674年）には御殿の跡地が耕作地となり、延宝7年（1679年）には検地を受けて高入地となった。時期は定かでないが、江戸時代には御主殿稲荷、陣屋稲荷、御蔵稲荷という3社の稲荷が建物跡に建てられた。今日でも御主殿跡付近には稲荷の少祠がある。
千葉氏の流れを組む原家は、小杉御殿が完成した時には御馬屋敷近くに住んでいた。5代の原平六の頃には御殿跡に屋敷「平六大尽」を構え、原家の屋敷には中原街道を通る大名などが宿泊したという。原家は天明4年（1784年）に肥料商を開店し、各地に石橋を架けたという。1877年（明治10年）頃には原家の「平六大尽」もなくなったが、別の屋敷で1948年（昭和23年）から1961年（昭和36年）まで割烹料亭を営む。この屋敷は川崎市立日本民家園に移築されて保存されている。